# Orinympha aetherias
Orinympha aetherias är en fjärilsart som beskrevs av Edward Meyrick 1927. Orinympha aetherias ingår i släktet Orinympha och familjen spinnmalar. Inga underarter finns listade i Catalogue of Life.